# Rhodopechys
Rhodopechys là một chi chim trong họ Fringillidae.